# Cintia Caballero
Cintia Caballero (Montevideo, 29 de junio de 1985) es una comunicadora, periodista, dramaturga y actriz uruguaya. Es panelista de Algo Contigo, programa diario emitido por Canal 4 y conductora - locutora todas las mañanas en Metrópolis FM.

## Trayectoria
Su debut en la comunicación se remonta al año 2008, cuando realizó en TV Ciudad la conducción e investigación del ciclo Barrios, que consistía en micros con informes sociales, históricos y culturales de los barrios de Montevideo. 
Desde entonces ha participado como conductora o notera en proyectos de otros medios como VTV, A+V, Radio El Espectador, Radio Cero, CX42, CX24, siendo reconocida con el premio Mujer del Año por su labor en radio en 2019.

Desde el 2018 es conductora oficial de los Premios Florencio junto a Alejandro Martinez Savio. 
 Y ha oficiado de maestra de ceremonias de lanzamientos, otras premiaciones, festivales y eventos entre los que se destaca el 1er evento presencial post-pandemia Covid-19 de todo Latinoamérica, realizado en el Radisson Montevideo con transmisión en vivo vía streaming y cobertura internacional.
Su paso por la Escuela Nacional de Danza (división ballet) y la Escuela de Teatro Italia Fausta la llevaron casi de forma natural a formar parte de Tu Cuna Fue un Conventillo, Cabaret, La Jaula de las Locas y Mi Bella Dama, todas ellas ganadoras del Premio Florencio al mejor espectáculo musical. Entre los 7 florencios de su carrera, se destaca el de Mejor actriz protagónica por su interpretación del clásico infantil Una Maestra Macanuda.
Trabajó también en las primeras 7 temporadas de Toc Toc
, en Mujeres de Lorca 
y el unipersonal Soltera Casada Viuda Divorciada, entre otras obras.
Además, ha realizado temporadas en prestigiosas salas como el Teatro Solís, El Galpón, Notariado, Alianza, del Centro, Anglo, etc.

Asimismo, su ópera prima "Soy mamá pero sigo siendo yo" fue estrenada en
Buenos Aires en la icónica calle Corrientes y es autora de la primera obra
para niños distinguida con el Fortalecimiento a las Artes otorgado por el
Ministerio de Educación y Cultura.

## Televisión
| Año       | Programa                   | Rol                       | Medio     |
| --------- | -------------------------- | ------------------------- | --------- |
| 2022-...  | Algo Contigo               | panelista                 | Canal 4   |
| 2020      | Todo D10                   | conductora                | A+V       |
| 2008-2014 | Barrios                    | conducción, investigación | TV Ciudad |
| 2011      | Con un caño                | notera                    | Canal 4   |
| 2011      | Todo Carnaval              | conductora                | TV Ciudad |
| 2008      | Doremi                     | conductora                | VTV       |
| 2008      | Especiales de Espectáculos | conductora, notera        | TV Ciudad |

## Radio
| Año       | Programa            | Rol                             | Medio               |
| --------- | ------------------- | ------------------------------- | ------------------- |
| 2021-...  | Hola Metrópolis     | conductora, locutora, operadora | Metropolis FM       |
| 2016      | Sanateando          | conductora                      | CX42                |
| 2018-2020 | 5pm y Music Weekend | conductora/locutora             | Radio Cero          |
| 2018-2019 | Noche D10           | conductora                      | Radio El Espectador |
| 2017      | Tarde D10           | periodista                      | Radio El Espectador |
| 2012      | La hora de Adicapro | comentarista                    | CX24                |

## Premios
| Año       | Premio                      | Categoría           | Proyecto                         |
| --------- | --------------------------- | ------------------- | -------------------------------- |
| 2018-2019 | Mujer del Año               | Conducción en Radio | Radio El Espectador y Radio cero |
| 2009      | Florencio                   | Actriz Protagónica  | Una maestra macanuda             |
| 2016      | Florencio                   | Musical             | Tu cuna fue un conventillo       |
| 2015      | Florencio                   | Comedia             | Sus ojos se cerraron             |
| 2014      | Florencio                   | Musical             | La Jaula de las locas            |
| 2013      | Florencio                   | Musical             | La vuelta al mundo en 80 días    |
| 2008      | Florencio                   | Musical             | Cabaret                          |
| 2007      | Florencio                   | Musical             | Mi bella dama                    |
| 2015      | Fortalecimiento a las artes | Obra infantil       | Cuentos de la Selva (versión)    |